# Yves Krumenacker
Yves Krumenacker est un historien moderniste et universitaire français, né le 18 février 1957 à Strasbourg et mort le 31 octobre 2024 à Lyon.
Il est professeur émérite d'histoire moderne à l'université Jean-Moulin-Lyon-III, spécialiste d'histoire religieuse, et particulièrement de l'histoire de la spiritualité et du protestantisme (XVIe – XVIIIe siècles).

## Biographie
Yves Krumenacker est élève de l'École normale supérieure de Saint-Cloud (1977) et agrégé d'histoire (1981).
Il est professeur d'histoire dans l'enseignement secondaire de 1981 à 1989. Il soutient une thèse de doctorat intitulée Les protestants du Poitou au XVIIIe siècle (1681-1789) sous la direction de Jean Delumeau, en 1993, à l'université Paris-I. En 1989, il est nommé maître de conférences en histoire moderne à l'université catholique de Lyon puis, à partir de 1998, à l'université Jean-Moulin-Lyon-III.
Il présente en 2000 un mémoire d'habilitation universitaire, intitulé Christianisme et société ; Protestants et catholiques français, XVIIe – XVIIIe siècles. Il est promu professeur d'histoire moderne en 2004 à l'université Lyon-III. Il est professeur émérite.
Il est membre senior de l'Institut universitaire de France de 2008 à 2013. Il est membre de l'axe « Religions et Croyances », au sein du LARHRA.
Il travaille principalement sur l'histoire religieuse de la France moderne, notamment sur la spiritualité du XVIIe siècle et sur le protestantisme.

## Publications

### Ouvrages
- (édition scientifique) Journal de Jean Migault ou malheurs d'une famille protestante du Poitou victime de la révocation de l'édit de Nantes (1682-1689), Paris, Les Éditions de Paris, 1995, 171 p.
- Histoire de l'Église et Théologie, Lyon, Profac, 1996, 173 p.
- Les protestants du Poitou au XVIIIe siècle (1681-1789), Paris, H. Champion, 1998, 521 p.
- L'école française de spiritualité : des mystiques, des fondateurs, des courants et leurs interprètes, Paris, Cerf, 1998, 660 p.
- Du Jansénisme à la secte : vie de Monsieur Claude Germain, curé de Lacenas (1750-1831), Paris, Publisud, 1998, 128 p.
- Des protestants au siècle des Lumières : le modèle lyonnais, Paris, H. Champion, 2002, 358 p.
- La Guerre de Trente Ans, Paris, Ellipses, 2008, 205 p.
- Calvin : au-delà des légendes, Paris, Bayard, 2009, 607 p.[7],[8]
- Luther, Paris, Ellipses, 2017, 456 p.
- Calvin, Paris, Ellipses, 2017, 500 p.
- Un parcours en protestantisme : chemin de traverse, t. I, Lyon, LARHRA, 2023  (ISBN 979-10-91592-32-1) DOI 10.4000/books.larhra.9815.

### Ouvrages collectifs
- (dir.) Religieux et religieuses pendant la Révolution (1770-1820), Actes du colloque de la faculté de théologie de l'université catholique de Lyon (15-17 septembre 1992), Lyon, Profac, 1995, 2 t, 1995, 312 et 276 p.
- (dir.) L’anticléricalisme intra-protestant en Europe continentale (XVIIe – XVIIIe siècles), Lyon, Institut d’histoire du christianisme, 2003, 128 p.
- (dir.) Sciences humaines, foi et religion, Paris, Classiques Garnier, 2018, 240 p.
- (coll.) avec Laurent Thirouin, Les écoles de pensée religieuse à l’époque moderne, Actes de la journée d’études de Lyon (14 janvier 2006), Lyon, équipe RESEA, Chrétiens et Sociétés, Documents et Mémoires no 5, 2006, 205 p.
- (dir.) Dictionnaire des pasteurs de la France du XVIIIe siècle, Paris, H. Champion, 2008, 464 p.
- (dir.) Lyon 1562 capitale protestante, catalogue de l'exposition, Lyon, Olivetan, 2009, 335 p.
- (co-dir.) avec Didier Boisson, La coexistence confessionnelle à l'épreuve : étude sur les relations entre protestants et catholiques dans la France moderne, Lyon, équipe RESEA, Chrétiens et Sociétés, Documents et Mémoires no 9, 2009, 261 p.
- (dir.) Entre calvinistes et catholiques : les relations religieuses entre la France et les Pays-Bas du Nord (XVIe – XVIIIe siècle), Rennes, Presses universitaires de Rennes, 2010, 423 p.
- (co-dir.) avec Didier Boisson, « Les pasteurs et leurs écrits », dossier, Bulletin de la Société de l’histoire du protestantisme français, t.  156, janvier-mars 2010, p. 7-156.
- (coll.) avec Didier Boisson, direction de Justice et protestantisme, Lyon, Chrétiens et Sociétés. Documents et Mémoires no 14, 2011, 187 p.
- (dir.) « Le calvinisme et les arts », Chrétiens et Sociétés XVIe – XXIe siècles, numéro spécial no 1, 2011, 227 p.
- (coll.) avec Marie-Frédérique Pellegrin et Jean-Louis Quantin, direction de L’Oratoire de Jésus. 400 ans d’histoire en France (11 novembre 1611 – 11 novembre 2011), Paris, Cerf-histoire, 2013, 190 p.
- (co-dir.) avec Gilles Deregnaucourt, Philippe Martin et Frédéric Meyer, Dorsale catholique, Jansénisme, Dévotions : XVIe – XVIIIe siècles. Mythe, réalité, actualité historiographique, Paris, Riveneuve-éditions, 2014, 467 p.
- (co-dir.) avec Boris Noguès, Protestantisme et éducation dans la France moderne, Lyon, Chrétiens et Sociétés. Documents et Mémoires no 24, 2014, 283 p.[9]
- (co-dir.) avec Olivier Christin, Les Protestants à l’époque moderne. Une approche anthropologique, Rennes, Presses Universitaires de Rennes, 2017, 616 p.
- (dir.) Sciences humaines, foi et religion, Paris, Classiques Garnier, 2018, 240 p.
- (coll.) avec Philippe Martin, direction de Jésuites et protestantisme XVIe – XVIIe siècles, Lyon, Chrétiens et Sociétés. Documents et Mémoires no 37, 2019, 360 p.
- (co-dir.) avec Noémie Recous, Le Protestant et l’hétérodoxe. Entre Églises et États (XVIe – XVIIe siècle), Paris, Classiques Garnier, 2019, 357 p.
- Avec Michel Barlow, Olivier Chareire et Yves Grellier, Rue Lanterne : deux siècles de protestantisme au cœur de Lyon (1832-2022), Lyon, Olivétan, 2023  (ISBN 978-2-3547-9620-4).